# Charles-François Lefebvre de Laubrière
Pour les articles homonymes, voir Lefebvre.
Charles-François Lefebvre, marquis de Laubrière, est un magistrat et prélat français, évêque de Soissons, né à Angers en 1688 et mort à Soissons le 25 décembre 1738.

## Biographie
Les membres de la famille Lefebvre de Laubrière était également titré des Roussières, de la Jaillerie, de la Roche d'Ecuillé, de la Silandais, de l'Epinais, de la Ferronière. La famille ne compta pas moins de dix conseillers au Parlement de Bretagne. Charles François Lefebvre de Laubrière était l'oncle de Charles-Henri-Louis et de Gabriel d'Arsac de Ternay.
Il épousa Anne-Marie de Blair, dont il eut un fils, également nommé Charles-François, et une fille, mariée au marquis de Rogres de Champignelles de Lusignan.
Il est reçu conseiller au Parlement de Paris en 1710, mais veuf en 1718, il embrasse l'état ecclésiastique, et est ordonné prêtre en 1719. En 1730, il est nommé à l'évêché de Soissons, qu'il conservera jusqu'à sa mort en 1738. Il avait été reçu conseiller d'honneur au Parlement de Paris en 1731.
Charles-François Lefebvre de Laubrière avait une bibliothèque considérable, dont le catalogue fut imprimé, à Paris, chez Jacques Barrois, en 1740, et la vente faite en plusieurs soirées, rue Saint-André, vis-à-vis la rue Gist-le-Cœur.

## Source
- « Charles-François Lefebvre de Laubrière », dans Alphonse-Victor Angot et Ferdinand Gaugain, Dictionnaire historique, topographique et biographique de la Mayenne, Laval, A. Goupil, 1900-1910 [détail des éditions] (BNF 34106789, présentation en ligne), t. IV, p. 543.